# Discòbol

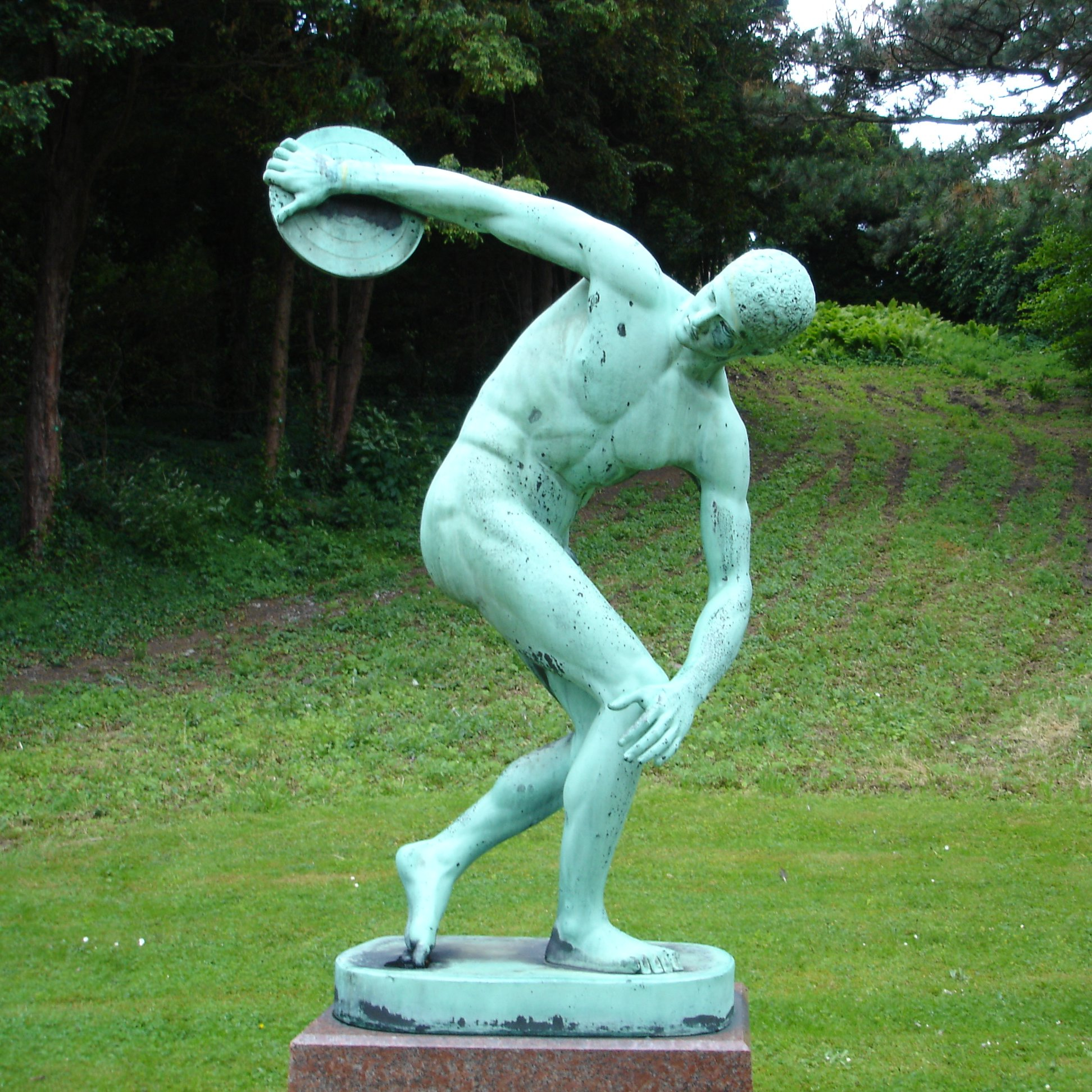
Discòbol al Jardí Botànic de Copenhaguen, Dinamarca

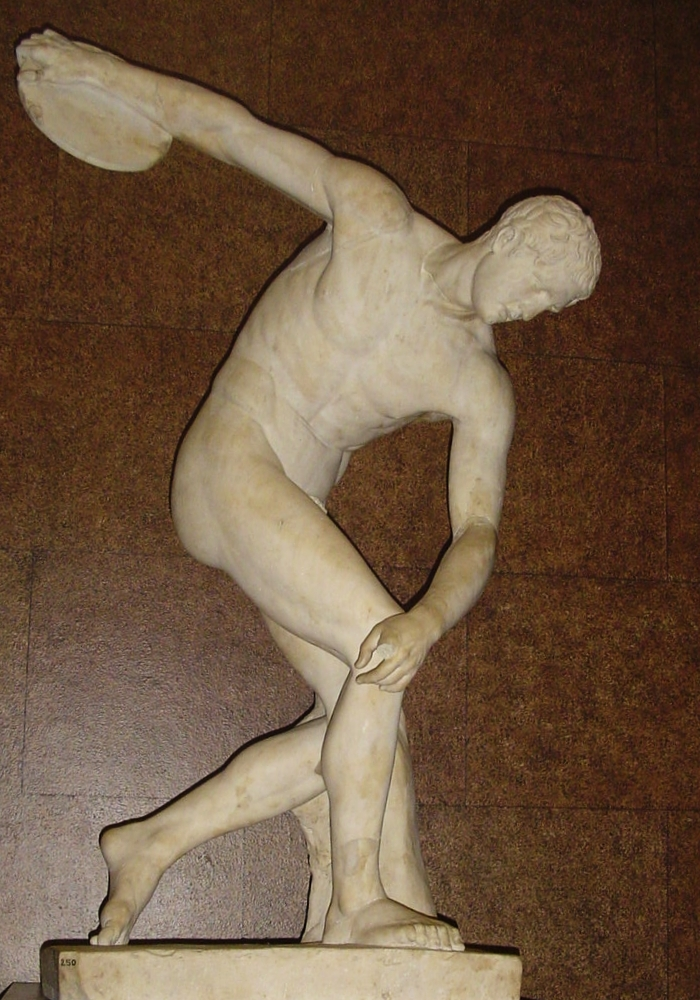
Discòbol, Londres, Museu Britànic, amb el cap restaurat de manera errònia

El Discòbol (Δισκοβόλος, Diskobólos) és una escultura del grec Miró anomenat l'Atenenc tot i que era d'Elèutera a Beòcia, i creada vers el 455 aC. Representa un atleta just abans de llençar un disc. L'original era de bronze però només es coneix per les còpies romanes polits en marbre. Es considera d'estil sever.
S'han conservat nombroses còpies, la més important s'anomena Lancellotti, que es troba al Museu Nacional Romà de Roma.

## Descripció
Miró modela el cos d'un atleta nu, en el moment de màxima tensió pel llançament del disc. La composició és oberta i asimètrica. Pensada per ser exposada és una escultura multi-facial, atès que cerca transmetre la sensació de moviment. Ara bé, l'escultor ha petrificat l'instant.
Tot el cos està inclinat cap endavant. El gir del cos és vigorós però de manera delicada i harmoniosa. De perfil, la forma del cos descriu una "S", que es completa amb un arc continu que componen els braços, per tal d'equilibrar la composició. Aquesta ordenació de les línies en moviment s'anomena rythmos.
La tensió s'aprecia a través del minuciós modelat de l'anatomia, com són els bíceps i bessons. Però, aquesta tensió no es troba en l'expressió del rostre, que es mostra tranquil i hieràtic, amb un somriure propi del curos.També destacar la geometrització dels cabells, típic en l'art d'època arcaica.
L'escultura es recolza sobre un suport, que no tenia l'original, atès al caràcter del marbre.
La imatge representa Jacint, un jove atleta, qui morí en uns jocs dedicats a Apol·lo. Altres versions del mite afirmen que ambdós foren amants.
D'aquesta obra se'n destaca el naturalisme, que s'aconsegueix en separa els braços del cos (cf. Kuró) així com el dinamisme per la flexibilitat del moviment que presenta. En aquesta escultura, Miró plasma la idealització de la bellesa, a través d'un cos atlètic. En l' època clàssica les escultures sobre atletes eren un tema freqüent, ja que aquests gaudien de gran fama.

## Influències i antecedents
L'escultura arcaica, malgrat Miró se n'allunya, encara hi és present en la hieracitat del rostre. La ceràmica grega, com les àmfores pintades, van servir de model per l'escultor pel que fa als punts de vista formal i temàtic.
Aquesta obra, que inaugura l'estudi del moviment escultòric va tenir gran repercussió a la resta d'època clàssica, com l'escultura Gàlata suïcidant-se (222 aC). També va ser imitada en el Renaixement o Neoclassicisme.
Salvador Dalí va realitzar una re-interpretació surrealista de l'estàtua, titulada L'atleta còsmic (1968).